# Petr Pála
Petr Pála  (Praag, 2 oktober 1975) is een voormalig Tsjechisch tennisser die tussen 1993 en 2009 uitkwam in het professionele tenniscircuit.
Pála was vooral succesvol in het dubbelspel met zeven toernooioverwinningen op de ATP-tour en tien finaleplaatsen.

## Palmares

### Dubbelspel
| Nr.                           | Datum            | Toernooi                            | Ondergrond    | Partner         | Tegenstanders in finale        | Score                    | Details |
| ----------------------------- | ---------------- | ----------------------------------- | ------------- | --------------- | ------------------------------ | ------------------------ | ------- |
| Gewonnen finales heren dubbel |                  |                                     |               |                 |                                |                          |         |
| 1.                            | 27 mei 2001      | ATP Sankt Pölten                    | Gravel        | David Rikl      | Jaime Oncins Daniel Orsanic    | 6–3, 5–7, 7–5            | Details |
| 2.                            | 26 mei 2002      | ATP Sankt Pölten                    | Gravel        | David Rikl      | Mike Bryan Michael Hill        | 7–5, 6–4                 | Details |
| 3.                            | 23 mei 2004      | ATP Sankt Pölten                    | Gravel        | Mariano Hood    | Tomáš Cibulec Leoš Friedl      | 3–6, 7–5, 6–4            | Details |
| 4.                            | 31 juli 2005     | ATP Umag                            | Gravel        | Jiří Novák      | Michal Mertinák David Škoch    | 6–3, 6–3                 | Details |
| 5.                            | 8 januari 2006   | Chennai Open                        | Hardcourt     | Michal Mertiňák | Prakash Amritraj Rohan Bopanna | 6-2, 7-5                 | Details |
| 6.                            | 15 oktober 2006  | ATP Wenen                           | Hardcourt (i) | Pavel Vízner    | Julian Knowle Jürgen Melzer    | 6-4, 3-6, [12-10]        | Details |
| 7.                            | 20 juli 2008     | Croatia Open                        | Gravel        | Michal Mertiňák | Carlos Berlocq Fabio Fognini   | 2–6, 6–3, [10–5]         | Details |
| Verloren finales heren dubbel |                  |                                     |               |                 |                                |                          |         |
| 1.                            | 15 augustus 1999 | ATP San Marino                      | Gravel        | Pavel Vízner    | Lucas Arnold Ker Mariano Hood  | 3-6, 2-6                 | Details |
| 2.                            | 22 oktober 2000  | ATP Shanghai                        | Hardcourt (i) | Pavel Vízner    | Paul Haarhuis Sjeng Schalken   | 2-6, 6-3, 4-6            | Details |
| 3.                            | 26 november 2000 | ATP Stockholm                       | Hardcourt (i) | Pavel Vízner    | Mark Knowles Daniel Nestor     | 3-6, 2-6                 | Details |
| 4.                            | 25 februari 2001 | ATP Rotterdam                       | Hardcourt (i) | Pavel Vízner    | Jonas Björkman Roger Federer   | 3-6, 0-6                 | Details |
| 5.                            | 9 juni 2001      | Roland Garros                       | Gravel        | Pavel Vízner    | Mahesh Bhupathi Leander Paes   | 6-7(5), 3-6              | Details |
| 6.                            | 3 februari 2001  | ATP Doubles Challenge Cup Bangalore | Hardcourt     | Pavel Vízner    | Ellis Ferreira Rick Leach      | 7-6(8), 6-7(2), 4-6, 4-6 | Details |
| 7.                            | 5 mei 2002       | ATP München                         | Gravel        | Pavel Vízner    | Petr Luxa Radek Štěpánek       | 0-6, 7-6(4), [9-11]      | Details |
| 8.                            | 25 augustus 2002 | ATP Long Island                     | Hardcourt     | Pavel Vízner    | Mahesh Bhupathi Mike Bryan     | 3-6, 4-6                 | Details |
| 9.                            | 13 juni 2004     | ATP Halle                           | Gras          | Tomáš Cibulec   | Leander Paes David Rikl        | 2-6, 5-7                 | Details |
| 10.                           | 10 oktober 2004  | ATP Tokio                           | Hardcourt     | Jiří Novák      | Jared Palmer Pavel Vízner      | 1-5 opgave               | Details |

## Prestatietabellen
| Legenda | Legenda                          |
| ------- | -------------------------------- |
| g.t.    | geen toernooi gehouden           |
| l.c.    | lagere categorie                 |
| –       | niet deelgenomen                 |
| G       | uitgeschakeld in de groepsfase   |
| 1R      | uitgeschakeld in de eerste ronde |
| 2R      | uitgeschakeld in de tweede ronde |
| 3R      | uitgeschakeld in de derde ronde  |
| 4R      | uitgeschakeld in de vierde ronde |
| KF      | uitgeschakeld in de kwartfinale  |
| HF      | uitgeschakeld in de halve finale |
| F       | de finale verloren               |
| W       | het toernooi gewonnen            |
| w-v     | winst/verlies-balans             |

### Prestatietabel grand slam, dubbelspel
| Toernooi        | 1996 | 1999 | 2000 | 2001 | 2002 | 2003 | 2004 | 2005 | 2006 | 2007 | 2008 |
| --------------- | ---- | ---- | ---- | ---- | ---- | ---- | ---- | ---- | ---- | ---- | ---- |
| Australian Open | –    | –    | 1R   | 2R   | 3R   | 1R   | 3R   | 1R   | 1R   | 2R   | 1R   |
| Roland Garros   | –    | –    | 2R   | F    | 1R   | 1R   | 2R   | 1R   | 2R   | 2R   | 1R   |
| Wimbledon       | 3R   | –    | 2R   | KF   | 1R   | 1R   | 1R   | 1R   | 2R   | 3R   | 3R   |
| US Open         | 1R   | 1R   | 1R   | 3R   | 2R   | 2R   | 1R   | 1R   | 1R   | 2R   | –    |